# うわさの刑事 テキーラとボネッティ
『うわさの刑事 テキーラとボネッティ』（TEQUILA AND BONETTI） は、1992年1月17日から1992年4月18日に渡りアメリカで放映されたポリス/コメディドラマ。
日本では1992年にWOWOWで放映され、その後1997年6月26日から1997年9月18日に渡りTBSで放映され、その後全国の地上波で放映され、スーパーチャンネル（現:スーパー!ドラマTV）でも放映された。

## 内容
NY市警からLA市警殺人課に出向となった若手警官ニコ・ボネッティは、新しい上司から相棒にテキーラという名前の警察犬を紹介された。
このテキーラは署内一の逮捕記録を持つ凄腕犬だけに、なかなかボネッティの言う事を聞こうとしない。この一人と一匹がコンビを組んで、難事件を次々と解決していく。

## 登場人物

### 主要レギュラー
ニコ・ボネッティ (Nick Bonetti)
演：ジャック・スカリア (Jack Scalia)、吹替：江原正士
テキーラ[犬] (Tequila)
演：声/ブラッド・サンダース (Brad Sanders)、吹替：増岡弘
ミディアン・ナイト (Midian Knight)
演：チャールズ・ロケット (Charles Rocket)、吹替：有本欽隆
アンディ・ガルシア (Angela Garcia)
演：マリスカ・ハージティ (Mariska Hargitay)、吹替：安永沙都子[1-10] / 弘中くみ子[11・12]

### 準レギュラー
ジェイク・リー (Jake Lee)
演： W・K・ストラットン (W.K. Stratton)、吹替：塚田正昭
ヌーゾ (Nuzo)
演：テリー・ファンク (Terry Funk)、吹替：岡和男
シェリー・ノース (Sherry North)
演：ミア・コテット (Mia Cottet)、吹替：かないみか
ハリー・コジモト (Harry Kojimoto)
演：ロドニー・カゲヤマ (Rodney Kageyama)、吹替：真地勇志
サム・スペイド (Sam Spade)
演：オリバー・ダロー (Oliver Darrow)、吹替：小杉十郎太
ヴィタ (Vita)
演：ジョー・ヴィタ (Joe Vita)、吹替：長島雄一（現：チョー）

## スタッフ
- 製作総指揮 - ドナルド・P・ベリサリオ
- 製作 - ベリサリウス プロダクションズ、MCAテレビジョン
- 放映 - 米国CBS

## 日本語版スタッフ
- 翻訳 - 伊原奈津子
- 調整 - 田中一也
- 効果 - 新音響
- スタジオ - コスモスタジオ
- 演出 - 福永莞爾
- 担当 - 松岡紀之
- 配給 - 日本MCA
- 制作 - コスモプロモーション

## エピソードリスト
アメリカで放送された順番に記載。
| 各話 | 邦題                           | 原題                   | 放送日        |
| ---- | ------------------------------ | ---------------------- | ------------- |
| 1    | 敏ワン刑事(デカ)テキーラ       | STREET DOGS            | 1992年1月17日 |
| 2    | ママのウソつき!                | TEACH YOUR CHILDREN    | 1992年1月24日 |
| 3    | おれのピンク・キャデラック     | THE ROSE CADILLAC      | 1992年1月31日 |
| 4    | ヤダネー 2枚目は!              | REEL LIFE              | 1992年2月14日 |
| 5    | テキーラが義理と人情の板ばさみ | RUNT OF THE LITTER     | 1992年2月21日 |
| 6    | ダイエットしろ! テキーラ       | LANGUAGE OF THE HEART  | 1992年2月28日 |
| 7    | 見える見える死体が見える       | TALE OF THE DRAGON     | 1992年3月6日  |
| 8    | おっと! 警部が恋をした         | A PERFECT MATCH        | 1992年3月13日 |
| 9    | 警察犬テストだ! テキーラ       | FETCH THIS.PAL         | 1992年4月3日  |
| 10   | なに! テキーラがモデル!?       | WONDERDOG              | 1992年4月10日 |
| 11   | またまた見える事件が見える     | BROOKLYN AND THE BEAST | 1992年4月17日 |
| 12   | なに!? ボネッティがマザコン!?  | MAMA                   | 1992年4月18日 |